# Česko-německá deklarace
Česko-německá deklarace je zkrácený název pro Česko-německou deklaraci o vzájemných vztazích a jejich budoucím rozvoji, podepsanou 21. ledna 1997. Za Česko deklaraci podepsal předseda vlády Václav Klaus a ministr zahraničních věcí Josef Zieleniec, za Německo spolkový kancléř Helmut Kohl a spolkový ministr zahraničí Klaus Kinkel. Cílem deklarace bylo zlepšit vztahy mezi oběma zeměmi a zmírnit napětí mající příčiny ještě ve druhé světové válce.

## Charakteristika, obsah
Deklarace má úvod a osm oddílů.
V úvodu se obě strany odkazují na bohaté kulturní dědictví a odmítají řešení starých křivd pomocí křivd nových. V prvním oddílu prohlašují, že sdílejí stejné demokratické hodnoty a potřebu se jasně postavit k minulosti.
V druhém oddílu Německo přiznává svou odpovědnost za následky, které přinesla politika nacistického Německa. V třetím oddílu Česká strana lituje, že poválečným vyháněním, jakož i nuceným vysídlením sudetských Němců z tehdejšího Československa, vyvlastňováním a odnímáním občanství bylo způsobeno mnoho utrpení a křivd (v německé verzi Unrecht – bezpráví) nevinným lidem, a Česká strana lituje nepotrestání excesů, které při vysídlování proběhly.
Ve čtvrtém oddílu obě strany prohlašují spáchané křivdy za problém minulosti a přiznávají druhé straně mít právo na odlišný názor na události v minulosti. Tato pasáž, přestože je dílem kompromisu, patří v obou zemích mezi nejkontroverznější – německá strana totiž odmítla přistoupit na český požadavek a neprohlásila Mnichovskou dohodu za neplatnou od samého počátku (jako to již dříve učinila Francie a Itálie), nicméně přiznává České republice právo dohodu za neplatnou od počátku považovat. Mezi sudetoněmeckými organizacemi, usilujícími o další odškodnění za odsun, naopak vyvolala ostrý nesouhlas věta, že křivdy patří minulosti.
Podle pátého oddílu budou obě strany i nadále podporovat menšiny druhých národů na svých územích.
V šestém oddílu obě strany vyjadřují přesvědčení, že členství Česka v EU povede k dalšímu sblížení obou zemí, a slibují, že při posuzování žádostí o pobyt a pracovní povolení budou brát na zřetel humanitární důvody.
Sedmý oddíl se věnuje zřízení společného česko-německého fondu budoucnosti, který má být ku prospěchu zejména obětem nacistického Německa.
V posledním osmém oddílu se obě strany shodují, že společné dějiny je třeba zkoumat společně, a slibují, že zřídí česko-německé diskuzní fórum, v němž se bude pěstovat česko-německý dialog.

## Důsledky
Podle názoru některých politiků a historiků se podepsáním deklarace Česko vzdalo veškerých nároků na reparace z Německa za škody způsobené německou okupací během druhé světové války.